# الثورة الحضرية

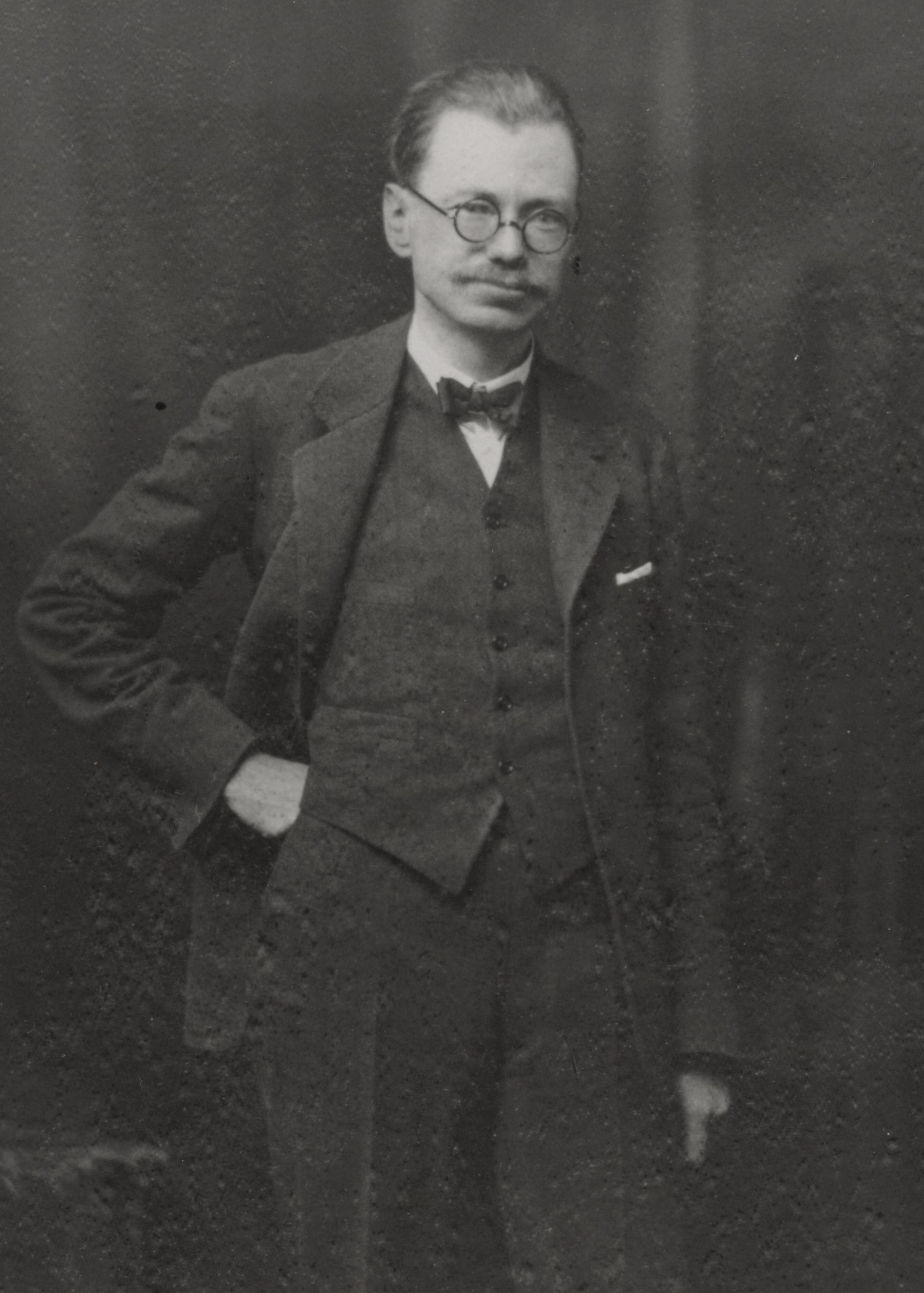

في الأنثروبولوجيا وعلم الآثار، الثورة الحضرية هي العملية التي تحولت بها القرى الزراعية الصغيرة غير القائمة على الأقارب إلى مجتمعات حضرية كبيرة ومعقدة اجتماعيا. تم تقديم مصطلح «الثورة الحضرية» في ثلاثينيات القرن العشرين من خلال جوردون تشايلد (عالم آثار أسترالي). لقد صاغ تشايلد أيضا مصطلح " الثورة الزراعية "لوصف العملية المبكرة التي قامت بها مجتمعات الصيد البدائية بتبني المحاصيل والحيوانات وبدأت في اسلوب حياة زراعية. كان تشايلد أول من قام بتجميع وتنظيم الحجم الكبير من البيانات الاثرية الجديدة في اوائل القرن العشرين من الناحية الاجتماعية. بينما ركز علماء الأثار السابقون على التسلسل الزمني والتكنولوجي، طبق تشايلد مفاهيم ونظريات من العلوم الاجتماعية لتفسير الاكتشافات الاثرية. ناقش تشايلد اولا الثورة الحضرية في كتابه لعام 1936 «رجل يصنع نفسه»، ثم نشر مقالته عام 1950 في مجلة Town planning Review وجذبت المقالة الكثير من القراء.
في تلك المقالة، قدم نموذجا من 10 نقاط للتغييرات التي ميزت الثورة الحضرية:
1. من ناحية الحجم، يجب ان تكون المدن الأولى أكثر انتشارا وأكثر كثافة سكانية من أي مدن أخرى.
2. في التكوين والوظيفة، كان سكان الحضر مختلفون بالفعل عن سكان أي قرية، حرفيين متخصصين بدوام كامل وعمال نقل وتجار ومسئوولين وكهنة.
3. دفع كل منتج رئيسي الفائض الصغير الذي يمكنه أن يحصل عليه من التربة بمعداته التقنية المحدودة للغاية مثل العشر أو الضريبة على أله وهمي أو ملك وهمي إلهي قام بتركيز الفائض.
4. لا تميز المباني العامة الضخمة كل مدينة معروفة عن أي قرية بل ترمز أيضا إلى التركيز على الفائض الاجتماعي.
5. لكن، الكهنة والزعماء والمدنيين والعسكريين والمسئوولين بطبيعة الحال استوعبوا نصيبا كبيرا من الفائض المركز وبالتالي شكلوا «طبقة حاكمة».
6. الكتابة.
7. تطوير العلوم الدقيقة والتنبؤية – الحساب والهندسة وعلم الفلك.
8. الاساليب المفهومية المتطورة.
9. التجارة الأجنبية المنتظمة على مسافات طويلة جدا.
10. منظمة حكومية قائمة الآن على الإقامة بدلا من القرابة.

على الرغم من ان يتم تفسيره في بعض الاحيان كنموذج لأصول المدن الحضرية.
في الواقع الانتقال من القرى الزراعية إلى المجتمعات الحضرية على مستوى الولاية. يعتبر هذا التغيير الذي حدث بشكل مستقل في اجزاء عديدة من العالم، أحد أهم التغييرات في التطور الاجتماعي والثقافي للإنسان. على الرغم من ان النماذج المعقدة قد تجاوزت صياغة تشايلد الاصلية، هناك اتفاق عام على انه حدد بشكل صحيح واحدة من التحولات الاجتماعية بعيدة المدى قبل الثورة الصناعية، وكذلك العمليات الرئيسية المعنية في التغيير.